# PLAG1
PLAG1‏ (PLAG1 zinc finger) هوَ بروتين يُشَفر بواسطة جين PLAG1 في الإنسان.